# Sebastian Linnerz
Sebastian Linnerz (* 1959 in Bendorf am Rhein) ist ein Grafikdesigner in Köln.

## Leben
Nach einem Studium der Visuellen Kommunikation 1981 bis 1985 am Fachbereich Design der Fachhochschule Köln bei Hans Buschfeld und Heinz Bähr erhält er Festanstellungen bei Kölner Werbeagenturen von 1985 bis 1987. Seit Januar 1988 ist Linnerz als Grafikdesigner selbstständig. Schwerpunkte der Arbeit sind Schriftgestaltung und Fotografie. Auftraggeber für Plakate, Buchumschläge, CD-Cover und Broschüren sind der Westdeutsche Rundfunk, Deutschlandradio, Buch- und Musikverlage, amnesty international und andere.
1989 war er für sechs Monate in New York. Auf Reisen entstehen freie Fotografien mit typografischen Motiven, die 1998 in der Ausstellung Schrift:Zeichen im Stadtgarten in Köln gezeigt werden. unnützbütze ist ein Ausstellungsprojekt mit Schichtungen von Tiefdruck und Fotografie mit Andreas Vietz 2001 in der Kölner Graphikwerkstatt. Seit 1997 erteilt er Seminare für die Jugendkunstgruppen Leverkusen.
2001 heiratete er eine Tanztherapeutin; die gemeinsamen Kinder wurden 2002 und 2004 geboren.
2007 erweiterte er das Projekt Schrift:Zeichen von 1998 mit neuen Motiven zu Schrift Zeichen Spuren und stellte diese im März in der Kölner Galerie Livingroom aus. Zusammen mit Covermotiven der Deutschlandradio-Broschüre hörspielfeature, die er vierteljährlich seit 1995 gestaltet, wurden die Fotografien Schrift Zeichen Spuren ab Juni in der Ausstellung Bilderfinden im Foyer des Deutschlandfunks in Köln gezeigt. Ab Oktober ging diese Ausstellung, ergänzt durch sieben Lichtkisten aus Holz und Plexiglas, nach Berlin ins Funkhaus von Deutschlandradio Kultur. Dort war sie bis zum 31. Dezember 2007 zu sehen.

## Ausstellungen
- 1998: Schrift:Zeichen Stadtgarten, Köln
- 2001: unnützbütze mit Andreas Vietz, Kölner Graphikwerkstatt
- 2007: Schrift Zeichen Spuren Galerie Livingroom, Köln
- 2007: Bilderfinden Funkhaus Deutschlandfunk, Köln
- 2007: Bilderfinden Funkhaus Deutschlandradio Kultur, Berlin